# Jan z Jani
Jan z Jani herbu Ostoja (ur. ok. 1400, zm. 29 marca 1461) – rycerz z ziemi nowskiej, współtwórca Związku Pruskiego, członek Towarzystwa Jaszczurczego, przywódca w wojnie 13-letniej, starosta środkowego Pomorza, starosta gniewski. W dowód uznania za zasługi w walkach z zakonem krzyżackim został mianowany przez króla Kazimierza IV Jagiellończyka 10 maja 1454 r. pierwszym wojewodą pomorskim. Pełnił tę funkcję aż do swojej śmierci. W roku 1457 otrzymał w posesję miasto Starogard Gdański, a w roku 1458 wsie Rabelnaw, Robaw, Pancze, Wonental, Szwarczenwalt, Weisenwalt, Moealwalt i Landesende. Był bratem ciotecznym Mikołaja Szarlejskiego herbu Ostoja, wojewody inowrocławskiego, kujawskiego.

## Legenda

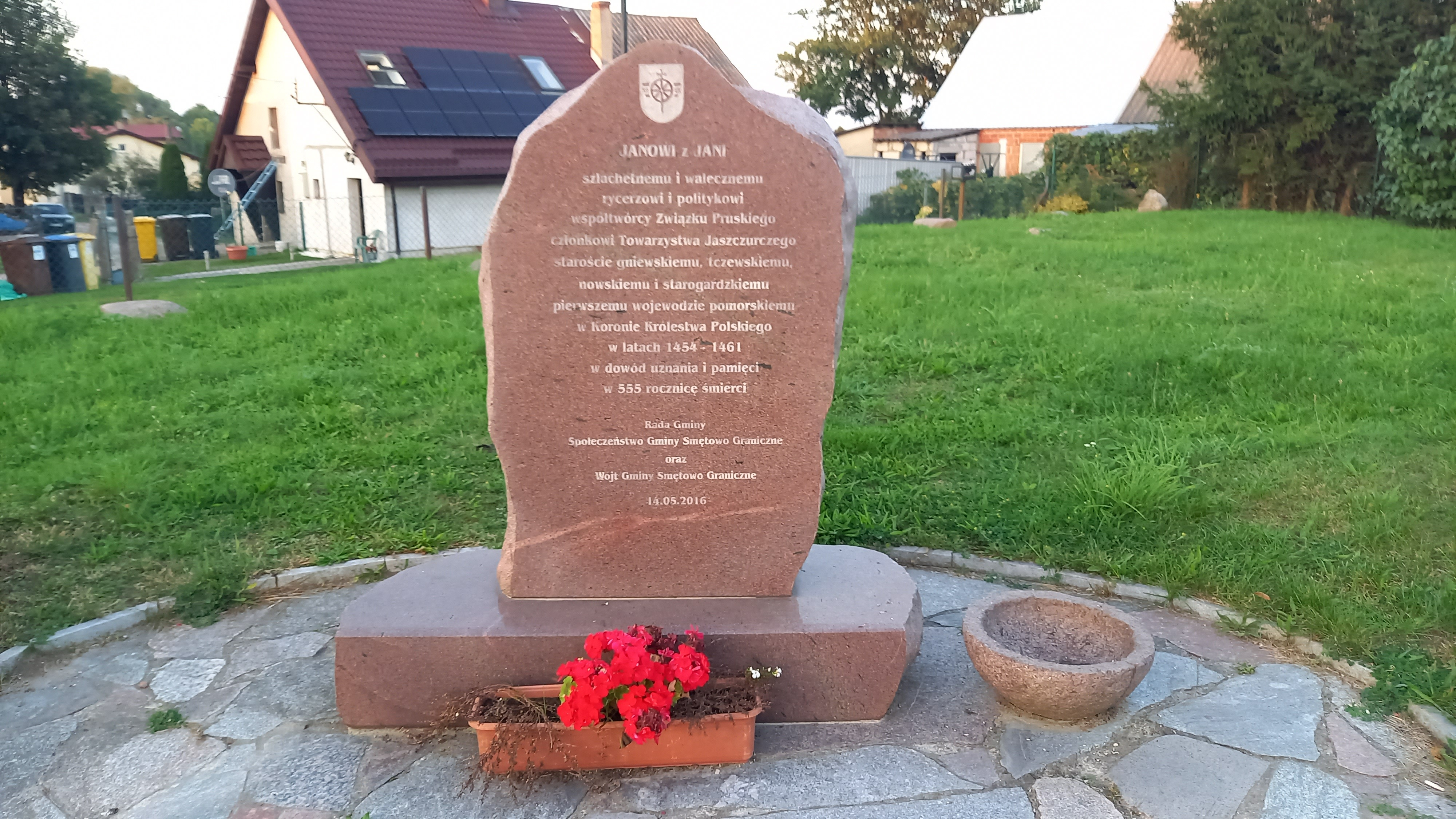
Pomnik Jana z Jani w Starej Jani

Legenda o rycerzu Janie z Jani przytacza wielkiego feudała, polityka, rycerza walczącego z Zakonem Krzyżackim. Mieszkał w swoim zamku w którym okoliczna ludność mogła się uchronić przed napadami krzyżackimi. Wiele razy zapuszczał się Jan z Jani w teren nieprzyjaciela, badając teren i obserwując fortyfikacje nieprzyjaciela. Ze strony internetowej Gminy Smętowo można wyczytać następującą treść:
„Pewnego letniego wieczora, wracając zapewne z takiego wypadu, samotnego rycerza jedynie z przyboczną służbą zauważył oddział zakonny. Natychmiast ruszyli za śmiałkiem, który tak daleko zapuścił się od swego zamku. Okrucieństwo Krzyżaków znane było doskonale ludności Pomorza. Jan uciekając przed nimi dotarł do brzegu Wisły. Mógł oddać się w niewolę wrogowi, lub zaryzykować przeprawę przez rzekę. Wieczorna mgła, wezbrane, wartkie wody królowej polskich rzek to rzeczywiście ogromne ryzyko, ale rycerz zdecydował się podjąć. Jedynym sprzymierzeńcem ryzykanta był odbijający się w tafli wody księżyc. Płynąc w ślad za jego rogalem na rzece szczęśliwie osiągnął Jan drugi brzeg. Z radości krzyknął wtedy:
- Ostałem się! – a echo poniosło głos jego ponad wodami Wisły, w gąszcz Tucholskiego Boru i dalej, po całym Pomorzu.
Na pamiątkę tego wydarzenia herb swój Jan z Jani nazwał „Ostoja”, jako ta ostoja polskości na Gdańskim Pomorzu”.
Obecnie w Kościelnej Jani od kilkunastu lat odbywa się najstarsza impreza biegowa w gminie Smętowo – Wojewódzkie Biegi Przełajowe „Szlakami Jana z Jani”, pamięci pierwszego wojewody pomorskiego.
W 1961 - w pięćsetną rocznicę śmierci - w Starej Jani ustawiono obelisk upamiętniający Jana z Jani jako pierwszego wojewodę pomorskiego.